# イオンタウン一日橋
マックスバリュ一日橋店（いちにちばしてん）は、沖縄県島尻郡南風原町字兼城に位置するショッピングセンター。
当ショッピングセンターの道を挟んだ隣接地にはイオン琉球の本社が位置する。

## 沿革
- 1979年9月30日 - 開店。開店当時の店名は「プリマート一日橋ショッピングセンター」であった。

- 2025年2月28日 - 建物の建て替えに伴い一時閉店することとなる。新店舗は2026年冬頃を目処としている。

## アクセス

### 路線バス
- 印刷団地前バス停下車、徒歩1分。
  - 30番・泡瀬東線　（東陽バス）
  - 37番・那覇新開線　（東陽バス）
  - 38番・志喜屋線　（東陽バス）
  - 39番・南城線　（沖縄バス）
  - 40番・大里線  （沖縄バス）
  - 191番・城間（一日橋）線　（東陽バス）
  - 309番・大里〜結の街線　（沖縄バス）
  - 338番・斎場御嶽線　（東陽バス）
  - 339番・南城〜結の街線　（沖縄バス）
  - 391番・城間（サンエーパルコシティ）線　（東陽バス）